# Dubosq
Dubosq foi um velejador francês, medalhista olímpico. Ele competiu nas provas de classe 1 – 2 Ton realizadas nos Jogos Olímpicos de Verão de 1900, conquistou a medalha de bronze na segunda corrida disputada a bordo do Nina Claire ao lado de Jacques Baudrier, Lucien Baudrier e Édouard Mantois.